# متلازمة بيك-فارنر
متلازمة بيك-فارنر، هي اضطراب وراثي نادر ناجم عن طفرات في جين TET3. يختلف العرض السريري بين الأفراد، ولكنه يتضمن عادة تأخرًا شاملًا في النمو، وبطء التقدم في الأنشطة العقلية والجسدية، والتوحد، وانخفاض قوة العضلات، والصرع، وتشوهات في الشكل.
تعطل الطفرات في جين TET3 نزع ميثيل الحمض النووي أثناء التطور الجنيني، وهي عملية جينية أساسية تساهم في التطور المبكر للجهاز العصبي. ويمكن أن تحدث من طفرات جينية جديدة أو تكون موروثة بطريقة جسمية سائدة. يتضمن التشخيص الاختبارات الجزيئية والجينية في سياق الأعراض النموذجية. العلاج داعم فقط ويهدف إلى تحسين نوعية الحياة. اعتبارًا من عام 2023، شخصت إصابة ما يقرب من 50 شخصًا بمتلازمة بيك-فارنر.

## العلامات والأعراض
تتميز متلازمة بيك-فارنر، والتي يشار إليها أيضًا باسم BEFAHRS، بمتلازمة ذاكرية تشمل سماتها البارزة: الاختلافات السلوكية، والصرع، وملامح الوجه، وملامح التوحد، وضعف التوتر العضلي، وتأخر النمو الحركي النفسي، واختلافات الحجم.
تشمل أعراض النمو العصبي الأكثر شيوعًا المرتبطة بمتلازمة بيك-فارنر تأخر النمو الشامل، والتقدم البطيء في الأنشطة العقلية والبدنية، وتأخر الكلام، وصعوبات في المهارات الحركية الدقيقة والإجمالية. تشيع حالات الإعاقات الفكرية والتعلمية، وأكثر من ثلثي الأفراد المصابين يعانون من مرض التوحد أو اضطراب التواصل الاجتماعي. بالإضافة إلى ذلك، لوحظ اضطراب نقص الانتباه وفرط النشاط، وميول الوسواس القهري، والقلق، والاكتئاب، والذهان.
يكون انخفاض قوة العضلات أكثر وضوحًا في بداية الحياة، ما يسبب صعوبات في التغذية والإمساك عند الرضع، ويزيد من إعاقة تطور مهارات الكلام والحركة لدى الأطفال. تؤثر اضطرابات الصرع والنوبات المرضية على أكثر من ثلث الأفراد، بينما يعاني بعض الأفراد من اضطرابات حركية كبيرة وصغيرة. إصابة العين يمكن أن تؤدي إلى مشاكل في الرؤية والحركة والمحاذاة، وقد تؤدي إصابة الأذن إلى فقدان السمع. قد يظهر الأفراد المصابون في بعض الأحيان تشوهات دماغية حميدة في دراسات التصوير العصبي.
يُظهر معظم الأفراد المصابين بمتلازمة بيك-فارنر سمات وجه متشابهة، بما في ذلك الوجه الطويل ذو الجبهة العريضة، ومظهر الفم المفتوح، والأذنين البارزتين، والحواجب المقوسة، والحنك المرتفع. تشمل التشوهات العضلية الهيكلية الحداب والجنف والمفاصل شديدة المرونة واختلال الورك والقدم المسطحة. قد يظهر فرط النمو لدى بعض الأفراد، حيث يظهر بخصائص مثل حجم الرأس الأكبر والقامة الطويلة، ونادرًا ما يرتبط هذا بتضخم الكلى والقلب. على العكس من ذلك، أبلغ أيضًا عن شجيرات النمو، المرتبطة بحجم رأس أصغر وقصر القامة. وقد لوحظت عيوب القلب الخلقية، وتضيق البواب، والفتق الإربي، والمبال التحتاني، والخصية المعلقة بشكل أقل تكرارًا.

## علم الوراثة
يقوم جين TET3 بتشفير إنزيم تيت ميثيل سيتوزين ديوكسيجيناز 3TET 3. يسهل إنزيم TET3 تحويل 5-ميثيل سيتوزين (5mC) إلى 5-هيدروكسي ميثيل سيتوزين (5hmC)، ما يؤدي إلى بدء إزالة ميثيل الحمض النووي النشط، وهي آلية لاجينية. ينتج إنزيم TET3 في الخلايا الجذعية الجنينية أثناء مرحلة التطور الجنيني، حيث يساهم في تطور الجهاز العصبي ويدعم الخلايا الجذعية العصبية وبالتالي يعزز نضوج الخلايا العصبية.
تنجم متلازمة بيك-فهرنر عن طفرات محددة في جين TET3 الموجود على الكروموسوم 2 2p13.1. يمكن أن تكون هذه الطفرات متغايرة الزيجوت (نسخة عادية ونسخة واحدة متحورة)، أو متغايرة الزيجوت المركبة (نسختان متحورتان مختلفتان)، أو متماثلة الزيجوت (نسختان متحورتان متماثلتان). تؤدي الطفرات - التي يمكن أن تكون من أنواع مختلفة مثل الطفرات غير المنطقية أو الخاطئة أو تغيير الإطارات - إلى تعطيل عملية نزع الميثيل الطبيعية للحمض النووي أثناء التطور الجنيني المبكر وتكوين الجهاز العصبي. يؤدي هذا الاضطراب إلى ارتفاع مواقع CpG الميثيلية، ما يسبب فرط ميثيل الحمض النووي.
يمكن أن تحدث الطفرات إما بسبب طفرات جينية جديدة أثناء التطور الجنيني أو تكون موروثة بطريقة تكون فيها نسخة واحدة من الجين المتحور كافية للتسبب في الحالة - الصبغي الجسدي السائد. قد تختلف العلامات والأعراض بين الأفراد بسبب الاختلافات في التعبير الجيني والفقد الجزئي لوظيفة الجينات.

## تاريخ
في عام 2018، اقترحت ورقة بحثية أن الطفرات في جين TET3 قد تسبب إعاقة ذهنية. تم وصف متلازمة بيك-فارنر، التي أُشير إليها في البداية باسم "نقص TET3"، لأول مرة في عام 2020. كانت هذه أول اضطراب بشري في نزع الميثيل من الحمض النووي يتم تعريفه. اعتبارًا من عام 2023، تم تشخيص حوالي 50 فردًا بهذا الحالة.